# Dry, Loiret
Dry är en kommun i departementet Loiret i regionen Centre-Val de Loire strax norr Frankrikes mitt. Kommunen ligger i kantonen Cléry-Saint-André som tillhör arrondissementet Orléans. År 2022 hade Dry 1 414 invånare.

## Befolkningsutveckling
Antalet invånare i kommunen Dry
| Referens: INSEE |